# Hans von Benda

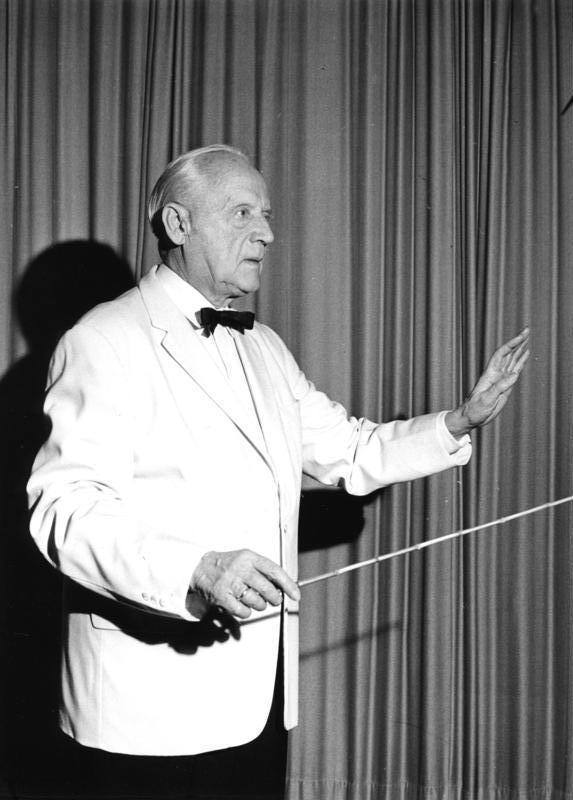
Hans von Benda (1961)

Hans Robert Gustav von Benda (* 22. November 1888 in Straßburg, Deutsches Kaiserreich; † 13. August 1972 in Berlin) war ein deutscher Dirigent, Musikredakteur und Offizier.

## Leben
Hans von Benda war der Sohn des Majors Hans von Benda und ein später Nachkomme von Franz Benda. Er gehörte somit zu der Musikerfamilie Benda. 1905 kam er an die Hauptkadettenanstalt Berlin-Lichterfelde und gründete und dirigierte dort ein Kadettenorchester. Nach dem Abitur 1910 studierte er in Berlin am Stern’schen Konservatorium, daneben auch Musikwissenschaft bei Hermann Kretzschmar und Max Friedländer an der Friedrich-Wilhelms-Universität, später an der Universität München bei Theodor Kroyer und Adolf Sandberger.
Zunächst versah er seinen Dienst als Offizier, ab 1918 war er kaufmännisch tätig. 1926–1933 war er Leiter der Konzertabteilung der Funk-Stunde Berlin, wo er sich auch für zeitgenössische Komponisten einsetzte. Im Widerspruch dazu stand allerdings seine Mitgliedschaft im völkisch gesinnten, antisemitischen Kampfbund für deutsche Kultur. Im Jahr 1935 wurde Benda künstlerischer Geschäftsführer des Berliner Philharmonischen Orchesters. 1939 musste er diesen Posten, nach Differenzen um eine Einladung Herbert von Karajans, aufgeben. Von 1939 bis 1945 war er Gründer und Leiter eines Berliner Kammerorchesters, mit dem auch der Geiger Helmut Zacharias bis 1941 Konzertreisen unternahm. 1937 wurde von Benda von Hitler zum Generalmusikdirektor ernannt.
Von 1948 bis 1952 wirkte Benda in Franco-Spanien als Generalmusikdirektor des Orquesta Sinfonica de Valencia und als Dirigent anderer spanischer Orchester. 1952 gründete er das Berliner Kammerorchester neu. Es wurde aus Musikern des RIAS-Symphonie-Orchesters zusammengestellt und Benda unternahm bis 1967 im Auftrag des Auswärtigen Amtes umfassenden Reisen durch 5 Erdteile, 56 Länder und in 367 Städte. Von 1954 bis 1958 war er gleichzeitig Leiter der Abteilung Musik am Sender Freies Berlin. 1958 wurde Benda mit dem Großen Verdienstkreuz des Verdienstordens der Bundesrepublik ausgezeichnet. Er ist in der Familiengrabstätte der Bendas auf dem Friedhof in Berlin-Rudow beigesetzt.

## Tondokumente
Ab 1933 zahlreiche Schallplattenaufnahmen, zunächst für die Electrola (Hans von Benda mit seinem Kammer-Orchester), später auch für die Telefunkenplatte (mit den Berliner Philharmonikern) und für die Deutsche Grammophon-Gesellschaft. 1968 dirigierte er in Prag die Schallplattenaufnahme der komischen Oper Der Dorfjahrmakt von Georg Anton Benda.